# Halmopota insignis
Halmopota insignis är en tvåvingeart som först beskrevs av Becker 1926.  Halmopota insignis ingår i släktet Halmopota och familjen vattenflugor. Inga underarter finns listade i Catalogue of Life.